# Cloverland (hrabstwo Vilas)
Cloverland – miasto w Stanach Zjednoczonych, w stanie Wisconsin, w hrabstwie Vilas.